# أسبوع البيئة (السعودية)
أسبوع البيئة هو برنامج توعوي خاص بالبيئة، يتم تفعيله سنويا في أول أسبوع من فصل الربيع، تحت إشراف وزارة البيئة والمياه والزراعة في المملكة العربية السعودية، وتتعاون الجهات الحكومية والقطاع الخاص وجمعيات البيئة للمشاركة في نشاطاته سنويا منذ عام 1976م تحت مسمى أسبوع الشجرة، حتى أصدر مجلس الوزراء الموافقة على تحويل المسمى إلى أسبوع البيئة ضمن الاستراتيجية الوطنية للبيئة في 8 مايو 2018.

## المهام
- رفع مستوى الوعي بأهمية الحفاظ على البيئة
- تفعيل دور المؤسسات ومختلف الجهات الحكومية في الحفاظ على البيئة
- رفع مسؤولية الأفراد تجاه البيئة وأثر ذلك على حياتهم
- المساهمة في الحد من التلوث البيئي
- الحفاظ على التوازن البيئي[2]

## الجهات المسؤولة

### القطاعات الحكومية
تعمل القطاعات الحكومية على تفعيل أسبوع البيئة وإقامة النشاطات التوعوية في مجال الحفاظ على البيئة ممثلة في قطاع التعليم، من خلال زرع المساحات الخارجية في أفنية المدرس والجامعات بالنبات المحلي، وتوزيع النباتات على الطلاب للاعتناء بها، وتشجيع الطلاب على الأنشطة المتعلقة بإعادة التدوير، وإقامة الورش التفاعلية والندوات في الجامعات للمعلمين والمعلمات وطلاب المدارس، وتفعيل دور مجالس الطلاب التوعوية والرحلات الميدانية لتنظيف الشواطئ، المنتزهات البرية، الحدائق. وقطاع الرياضة من خلال إقامة سباق دراجات الهوائية البديلة عن الدبابات الملوثة للبيئة، وفي قطاع الصحة والسياحة والآثار والمطارات.

### القطاعات شبه الحكومية
تشمل المؤسسات الخيرية وشركات الطاقة والمصانع.

### القطاعات الخاصة
ممثلة في المطاعم والمقاهي والشركات التموينية وضرورة استبدال الأكياس البلاستيكية داخل المتاجر بأكياس ورقية صديقة للبيئة.